# كيم سونج-مين
كيم سونج-مين هو ممثل كوري جنوبي، ولد في 14 فبراير 1973 بسول في كوريا الجنوبية، وتوفي في 26 يونيو 2016.

## وصلات خارجية
- كيم سونج-مين على موقع IMDb (الإنجليزية)
- كيم سونج-مين على موقع قاعدة بيانات الفيلم (الإنجليزية)